# 夜間保育
夜間保育（やかんほいく）は、夜の18時を過ぎて、保護者が仕事などの事情により、子どもの保育ができない場合、保護者に代わって保育をすること、またその制度である。サービスを提供する施設は、夜間保育所という。これは分園として設置することもできる。入所定員は20名以上。これらは、児童家庭局の局長通達の中にある。

## 実態
1981年、厚生省（当時）が局長通達「夜間保育所の設置認可等の取扱いについて」（平成12年3月30日児保第15号）により夜間保育を制度として容認に踏み切ったことで、以後、認可を得て、専門の夜間保育を行う夜間保育所がそのサービスを提供するようになった。
2019年現在で全国に79ヵ所ある。うち公営が5ヵ所、他はすべて民営である。利用者は、デパート、ホテル、マスコミ関係などの会社員、自営を含めた飲食業、医師、看護師など深夜に及ぶ仕事を持つ保護者が中心である。
専門に行う保育所のほかに、延長保育として18時以降も保育を行うところもある。1981年以前、無認可のベビーホテルなどが、そのサービスを行い、園児の突然死など、事故や弊害が事件として報道されることが続き、このような制度が設けられるきっかけとなった。

## 開園
夜間保育所は、基本的には11時から22時まで開園。これに朝方延長、深夜延長をそれぞれ6時間ずつ行うと、朝5時から深夜の午前4時まで23時間開園することができる。夜間保育所だからといって、夜間だけ開園しているわけではない。
夜間保育所に子どもを預けても、なおその子どもの送り迎えもできないような保護者のために、送り迎えをするファミリーサポートセンターのようなサービスも存在する。